# آموس توماس
آموس توماس (14 فبراير 1949 في الولايات المتحدة - 4 نوفمبر 2005) (بالإنجليزية: Amos Thomas)‏ هو لاعب كرة سلة أمريكي في مركز هجوم قوي الجسم. لعب مع Oklahoma State Cowboys and Cowgirls ‏.

## وصلات خارجية
- آموس توماس على موقع سبورتس رفرنس (الإنجليزية)
- آموس توماس على موقع كلية كرة السلة في سبورتس رفرنس.كوم (الإنجليزية)
- آموس توماس على موقع ريلجم (الإنجليزية)